# بوابة

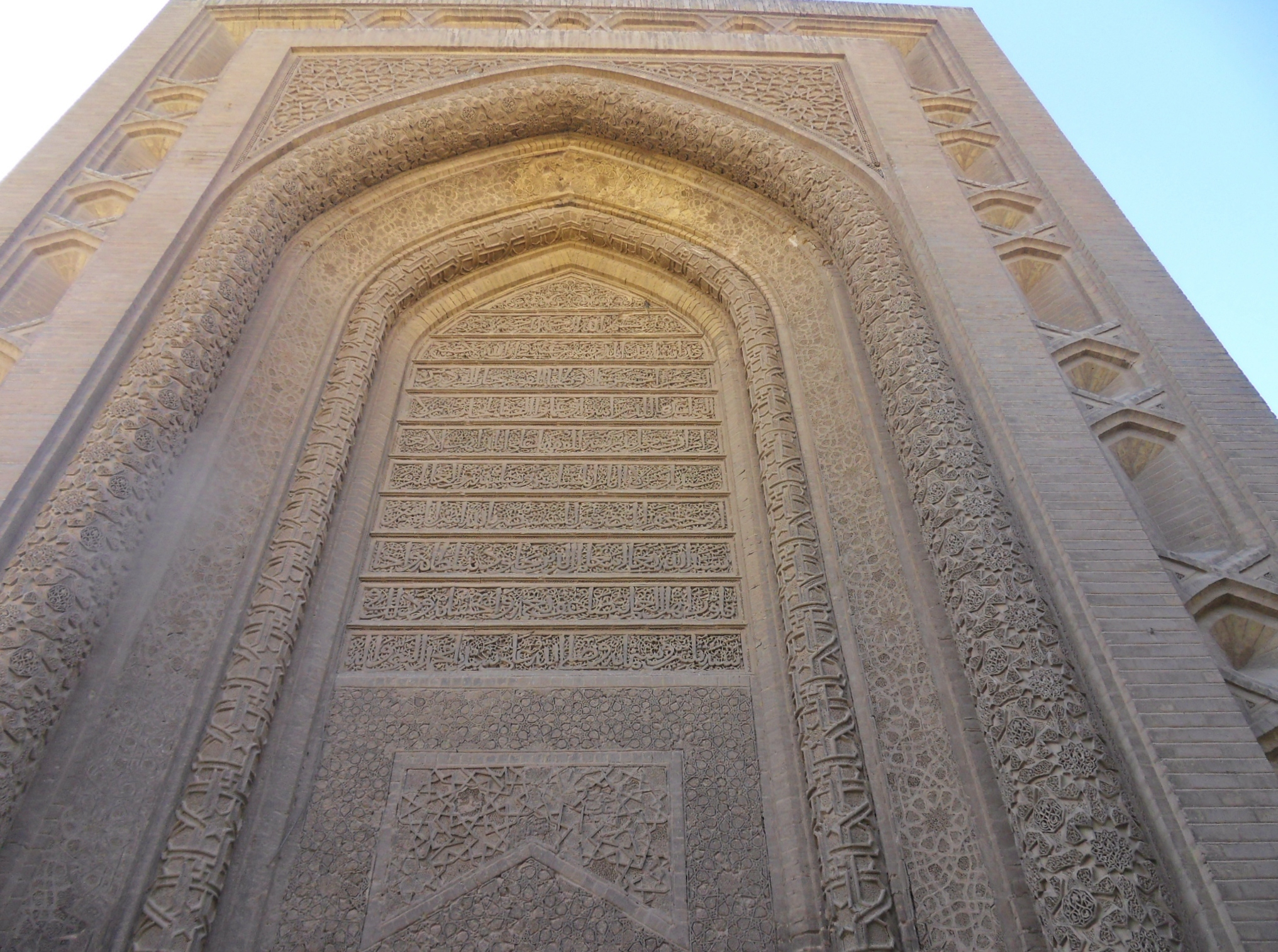
خط عربي مزخرف يعلو أحد أبواب المدرسة المستنصرية في بغداد.

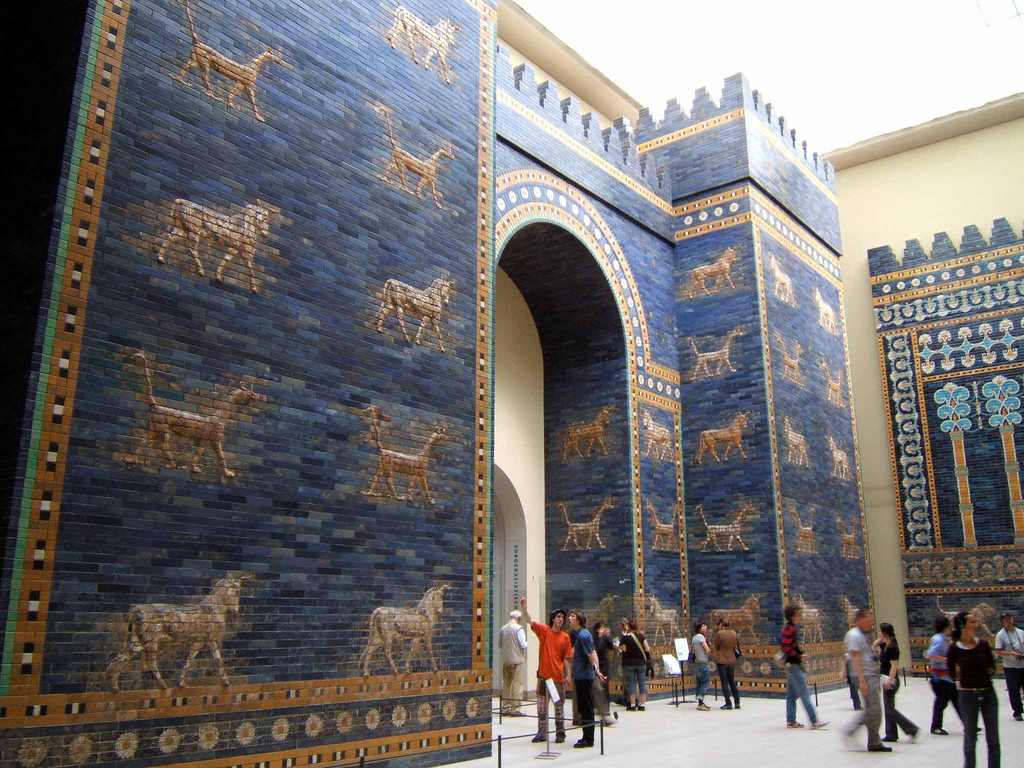
باب عشتار أحد أبواب بابل.

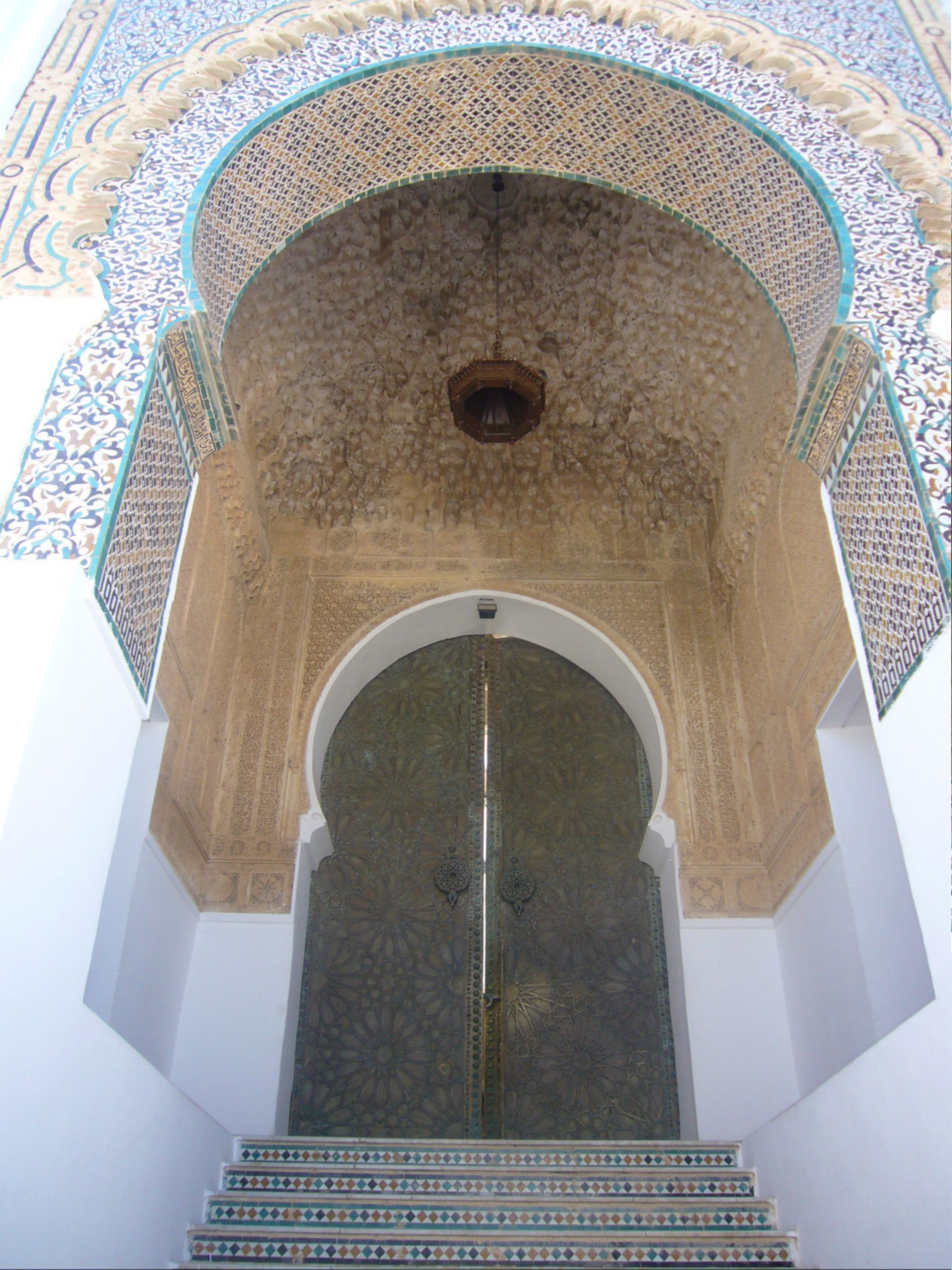
بوابة مسجد سيدي بلحسن بمدينة تلمسان.

Ccxxxx   C did d Zxxالباب أو البوابة مبنى يُقام ليسمح بالمرور عبر جدار أو سور. وله أنواع عديدة توفي بأغراض شتى، فقد تُستخدم البوابة لتحقيق تعريفة أو للتفتيش مثلا. إلا أن أشهر الأبواب هي تلك التي تعد من العناصر البارزة في العمارة، فتُزيّن وتُزخرف. وتستقبل القادمين إلى المدينة أو المبنى.ccccd did d ccc

## أنواع
- بوابة أطفال
- بوابة مدينة
- بوابة هامبشير
- بوابة تقبيل
- بوابة ليخ
- باب دوار
- باب أوتو ماتيكي
- بوابة مياه